# Pithecellobium tuerckheimii
Pithecellobium tuerckheimii là một loài thực vật có hoa trong họ Đậu. Loài này được (Britton & Rose) Standl. & Steyerm. miêu tả khoa học đầu tiên năm 1944.